# Plumbagella
Plumbagella é um género botânico a qual pertence uma especie pertencente à família Plumbaginaceae nativa da china  ate a russia cazaquistao  e mongolia  cresce principalmente no clima temperado sua distribuiçao vai da asia central ate a siberia 
1. ↑  «Plumbagella — World Flora Online». www.worldfloraonline.org. Consultado em 19 de agosto de 2020
2. ↑  «em ingles kew». kew royal botanic gardens. 1841